# Erhard Schürstab

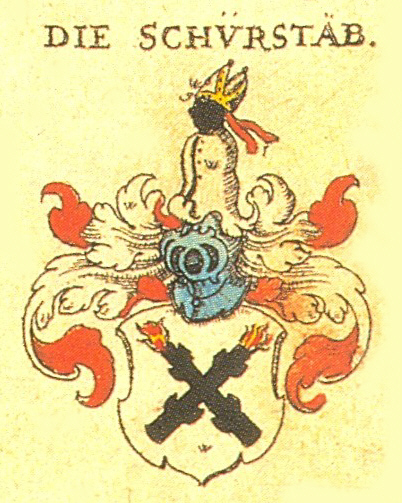
Wappen der Schürstab nach Siebmacher

Erhard Schürstab († 1461) war ein Patrizier und Bürgermeister der Reichsstadt Nürnberg.

## Leben
Schürstab stammte aus dem schon im 13. Jahrhundert in der Reichsstadt Nürnberg ansässigen Geschlecht der Schürstab, dessen Ahnen der Familienüberlieferung nach aus Hermannstadt in Siebenbürgen eingewandert waren, wo sie im Lande sesshaft gewesen waren und „die von Trauttenburg“ hießen. Von dem Beinamen eines dieser Ahnherren rührte, wie die Familie annahm, der Name „Schürstab“ her, welchem auch das „redende“ Wappen – zwei gekreuzte brennende Stäbe – entsprach. Im Jahre 1668 ist das Geschlecht ausgestorben. Erhard Schürstab war ein Sohn des 1439 gestorbenen Erhard Schürstab des Älteren und der Clara, einer Tochter des Berthold Pfinzing.
1440 wurde er Mitglied des Rates der Stadt Nürnberg, was er bis zu seinem Lebensende blieb. Von 1454 an gehörte er in jedem zweiten Jahr zu den fünf „Wahlherren“, denen die Wahl des Rates aus den „ehrbaren Geschlechtern“ oblag. 1454 wurde er „Losunger“, d. h. Aufseher der Schatzkammer und der Finanzverwaltung. Außerdem war er Pfleger des neuen Spitals. In der Fehde der Stadt Nürnberg mit den Herren von Waldenfels war Schürstab 1443/44 einer der sechs „Kriegsherren“ der Stadt, und während des Krieges mit Markgraf Albrecht Achilles von Brandenburg von 1449/1450 wortführender Bürgermeister. Als Befehlshaber des Fußvolks zeichnete er sich persönlich bei der Schlacht an den Pillenreuther Weihern aus.
Der Bericht über diesen Krieg und die „Ordnungen“, in welchen alles niedergelegt ist, was von Seiten des Nürnbergischen Stadt- und Kriegsregimentes vor dem Kriege und während desselben vorgekehrt wurde, wurde zu Unrecht dem Erhard Schürstab zugeschrieben. Der Historiker Hegel vermutete, dass ihm nur die – allerdings vollständigste – Sammlung dieser „Ordnungen“ und eine in manchen Punkten, besonders in der Erzählung vom Treffen bei Pillenreut (11. März 1450) von den übrigen Redaktionen wesentlich abweichende Fassung des Kriegsberichts zuzuschreiben ist. Dass er sich auch später noch mit besonderem Eifer an der städtischen Verwaltung beteiligte, zeigt u. a., dass er im Jahr 1459 den Baumeister Endres Tucher anwies, eine genaue Beschreibung der Brunnen und Wasserleitungen der Stadt abzufassen, um die Sicherheit der Wasserversorgung der Stadt zu gewährleisten.
Dreimal verheiratet, zeugte er zwölf Kinder. Schürstab starb im Jahr 1461.